# Alexandru al III-lea al Rusiei
Alexandru al III-lea al Rusiei (n. 26 februarie/10 martie 1845, Tsentralny District⁠(d), Sankt Petersburg, Imperiul Rus – d. 20 octombrie/1 noiembrie 1894, Livadia, Republica Autonomă Crimeea, Ucraina)  a fost  împărat al Rusiei din 14 martie 1881 până la decesul său în 1894.
Spre deosebire de tatăl său, Alexandru al III-lea a fost de-a lungul întregii sale domnii un împărat conservator care a dus pe culmi noi principiul „Autocrație, ortodoxie și naționalism” al lui Nicolae I. Un slavofil convins, Alexandru al III-lea a crezut că Rusia poate fi salvată de la haos prin îndepărtarea rușilor (în frunte chiar cu el) de influența occidentală subversivă.
Cel mai important sfătuitor al țarului a fost Constantin Petrovici Pobedonosțev, profesor particular al lui Alexandru al III-lea și al fiului acestuia, Nicolae al II-lea, și conducătorul Sfântului Sinod din 1880 până în 1895. El îi învățase pe elevii lui imperiali să se teamă de libertatea cuvântului și de presă și să urască democrația, constituția și sistemul parlamentar. În timpul lui Pobedonosțev, revoluționarii au fost persecutați, iar politica de rusificare a căpătat o dezvoltare copleșitoare în tot imperiul. În timpul domniei lui Alexandru al III-lea, s-a încheiat alianța cu Franța republicană, Rusia bucurându-se de credite importante din această țară pentru dezvoltarea industriei naționale.

## Tinerețe și educația

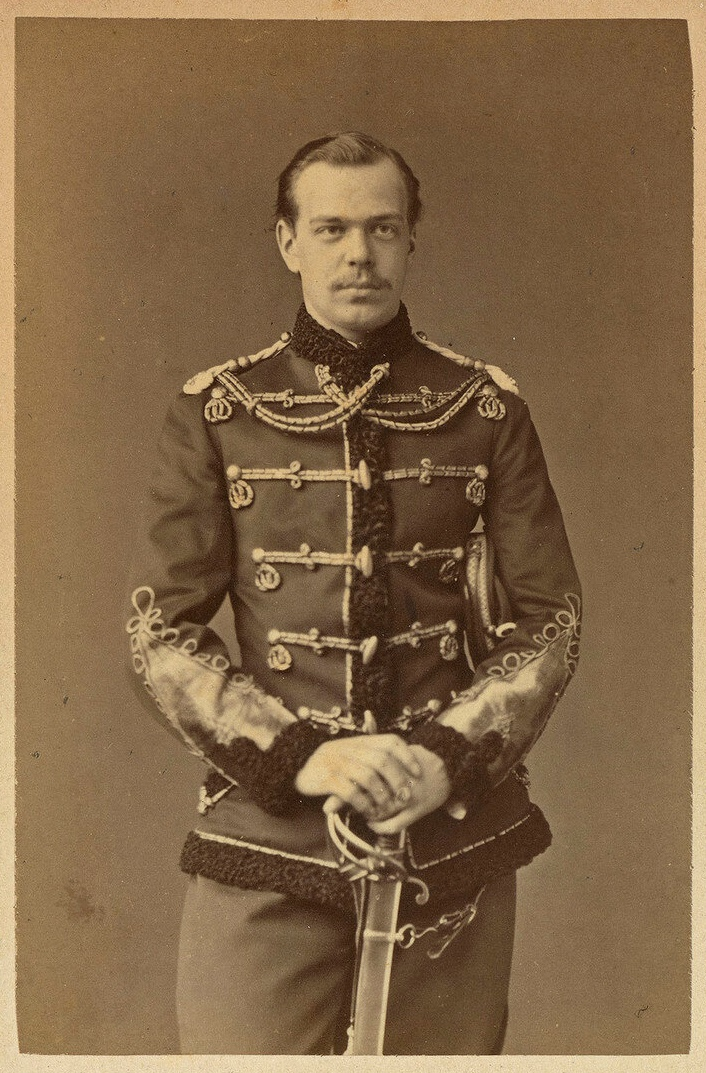
Țareviciul Alexandru, 1865

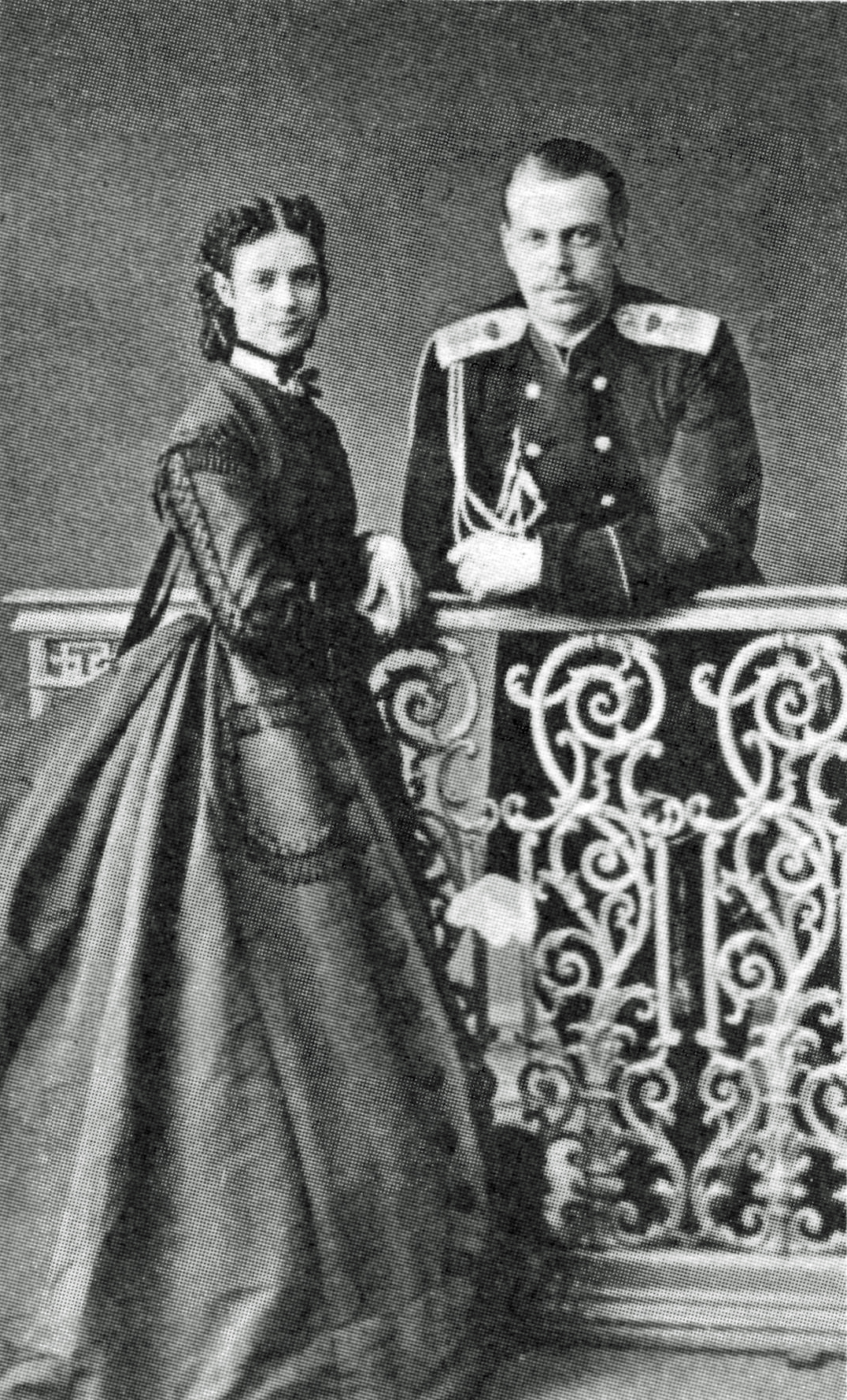
Alexandru și Maria Feodorovna

Alexandru al III-lea s-a născut la Sankt Petersburg, al doilea fiu al Țarului Alexandru al II-lea și al soției lui Prințesa Maria de Hesse și de Rin. 
În timpul primilor 20 de ani de viață, Alexandru avea șanse mici să succeadă pe tronul Rusiei deoarece era al doilea fiu al Țarului iar fratele său mai mare, Țareviciul Nicolae Alexandrovici al Rusiei părea să aibă o constituție robustă. Chiar și atunci când acest frate mai mare a arătat primele simptome de sănătate delicată, ideea că el ar putea muri nu a fost niciodată luată în serios; Țareviciul Nicolae a fost logodit cu Prințesa Dagmar a Danemarcei.
În aceste condiții, lumea era concentrată pe educația lui Nicolae ca Țarevici în timp ce Alexandru a primit numai o instruire superficială și insuficientă, o pregătire pentru un Mare Duce obișnuit, care nu a mers dincolo de învățământul secundar, cu cunoștințe de franceză, engleză, germană și pregătire militară.
Pentru un copil, avea o forță musculară puțin comună: "Era Hercule al familiei"..
Relațiile cu tatăl său au fost marcate de dezaprobarea legăturii tatălui său cu Ecaterina Dolgorukova. Alexandru a devenit moștenitor al tronului odată cu moartea bruscă a fratelui mai mare, Țareviciul Nicolae în 1865, perspectiva suirii lui Alexandru pe tronul Rusiei într-un viitor mai apropiat sau nu, îngrozindu-i pe profesorii lui.. Atunci a început să studieze principiile de drept și de administrare cu Constantin Pobedonosțev, care era profesor de drept civil la Universitatea din Moscova și care mai târziu (în 1880) a devenit procuror șef la Sfântul Sinod.
Pobedonosțev, cunoscut pentru conservatorismul său extrem, a trezit în elevul său foarte puțină dragoste pentru studii abstracte sau pentru un efort intelectual prelungit însă el a influențat caracterul domniei lui Alexandru prin insuflare în mintea tânărului a convingerii că zelul pentru ortodoxia rusă era un factor esențial a patriotismului rus.
Se spune că Țareviciul Nicolae și-a exprimat dorința ca mireasa lui, Prințesa Dagmar a Danemarcei, ar trebui să se căsătorească cu succesorul său. Această dorință a devenit realitate la 28 octombrie/9 noiembrie la Palatul de Iarnă din Sankt Petersburg când Alexandru s-a căsătorit cu Prințesa Danemarcei. Cu această ocazie, Ceaikovski a compus Uvertura sărbătoririi Imnului Național danez.
Căsătoria a fost  fericită și a rămas senină până la sfârșit. Spre deosebire de mariajul părinților lui Alexandru, nu a existat adulter în acest mariaj.
Pe parcursul anilor când a fost moștenitor (1865 - 1881), Alexandru nu a jucat un rol proeminent în afacerile publice, însă el a arătat că are câteva idei care nu coincid cu cele ale guvernului. După ce s-a căsătorit a trăit retras la Palatul Anitchkov.
La 13 martie 1881, tatăl lui Alexandru, Țarul Alexandru al II-lea, a fost asasinat de membrii unei organizații teroriste, Narodnaia Volia (Libertatea (sau Voința) Poporului). Țareviciul Alexandru i-a succedat tatălui său pe tronul imperial al Rusiei. El și Maria Feodorovna au fost oficial încoronați ca Țar și Țarină la 27 mai 1883.

## Domnia (1881-1894)

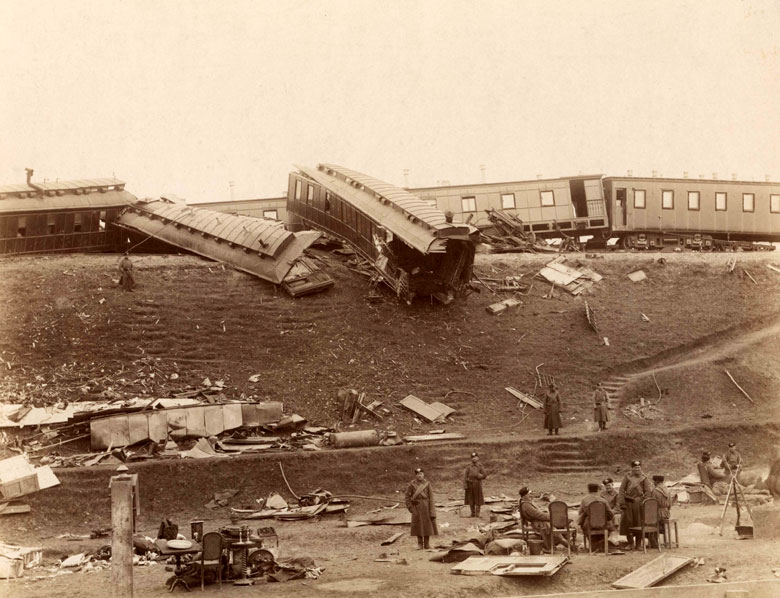
Accidentul feroviar de la Borki din 17 octombrie 1888.

Alexandru a preferat să se încreadă în sfaturile unui mic grup de demnitari printre care se numărau Pobedonosțev și contele Dmitri Tolstoi, care a devenit ministru de interne în 1882. Ei au încurajat maniera dominatoare de guvernare abordată de împărat. Alexandru era convins că reformele tatălui său slăbiseră monarhia și a adoptat ideologia Naționalismului Oficial preferată de bunicul lui, Nicolae.
Toate reformele interne ale lui Alexandru al III-lea au fost să inverseze liberalizarea societății care a avut loc sub domnia tatălui său. Ideea politică a lui Alexandru a fost o națiune compusă dintr-o singură naționalitate, limbă și religie precum și o singură formă de administrare. 
A încercat să realizeze acest ideal prin instituirea obligativității predării în limba rusă în întreg Imperiu, inclusiv a germanilor, polonezilor și a altor subiecți non-ruși (cu excepția finlandezilor); prin extinderea ortodoxiei și distrugerea instituțiilor religioase germane, poloneze și suedeze; prin slăbirea iudaismului și persecutarea evreilor. 
În august 1881 a fost emis Regulamentul Temporar al Măsurilor pentru Siguranța Statului. Regulamentul, care a rămas în vigoare până în 1917, conferea puteri sporite poliției. Cenzura a fost înăsprită în 1882 și Statutul Universităților din 1884 a readus învățământul superior sub controlul direct al statului.

A fost încălcată separarea puterii executive de cea legislativă stabilită de Alexandru al II-lea în 1864 prin crearea funcției de Căpitan Civil, care era un demnitar salariat însărcinat cu supravegherea vieții țăranilor, acesta deținând în plus și calitatea de judecător de pace.
Încurajată de succesul asasinării împăratului Alexandru al II-lea, organizația teroristă Narodnaia Volia a început să plănuiască asasinarea lui Alexandru al III-lea. Complotul a fost descoperit de Ohrana și cinci dintre conspiratori - inclusiv Alexandru Ulianov, fratele mai mare al lui Lenin - au fost capturați și spânzurați la 8 mai/20 mai 1887. La 17/29 octombrie 1888 trenul imperial a deraiat la Borki. În momentul accidentului, familia imperială se afla în sala de mese. Acoperișul s-a prăbușit și Alexandru a ținut resturile acoperișului cu umerii pentru a le da timp copiilor să iasă afară. Debutul insuficienței renale a lui Alexandru a fost atribuită mai târziu traumei contondente de care a suferit în acest incident.
În timpul foametei din 1891-1892, care a declanșat epidemii de holeră și tifos, guvernul a ordonat ca în presă să nu fie folosit cuvântul "foamete" iar ministrul de finanțe Vișnegradski s-a opus interzicerii exporturilor de cereale. În toamna lui 1891 Alexandru a apelat la constituirea de organizații caritabile care să asigure hrană și asistență medicală.
Alexandru al III-lea inițiază în 1891 construcția trans-siberianului, linia ferată care leagă Moscova (principalul nod feroviar al Rusiei) de Vladivostok, port la Pacific, și care a fost terminată în 1904, sub țarul Nicolae al II-lea (electrificarea completă a liniei, sub regimurile ulterioare, va fi finalizată în 2004).

### Politica externă

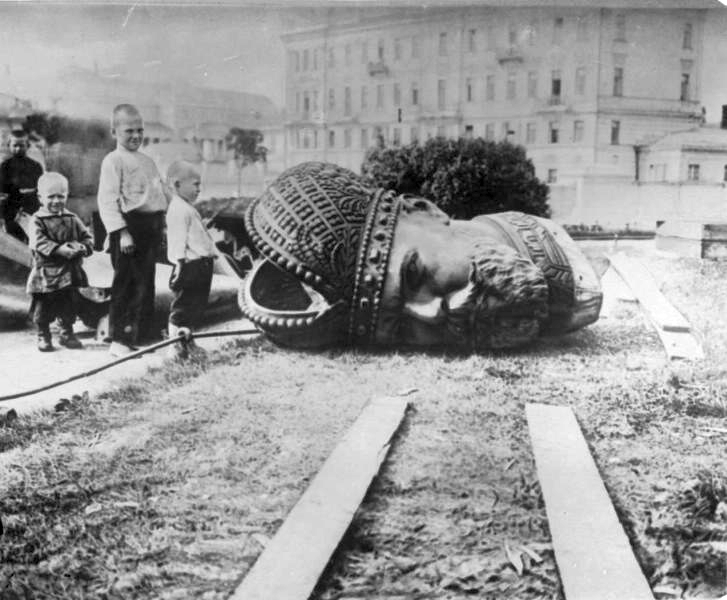
Capul retezat al statuii ce-l reprezenta pe țarul Alexandru al III-lea, 1918.

Împăratul s-a interesat personal de politica externă. Criza din Balcani din 1877-1878 distrusese Liga celor Trei Împărați, lăsând Rusia izolată diplomatic. Una dintre primele inițiative ale noii domnii a fost semnarea tratatului Ligii celor Trei Împărați în iunie 1881. Acest tratat secret cu o durată de trei ani, cuprindea garantarea faptului că, dacă oricare dintre cele trei puteri semnatare - Rusia, Austro-Ungaria și Prusia - se află în război cu o a patra putere, celelalte vor rămâne neutre. Totodată, Alianța angaja cele trei puteri la ținerea strâmtorilor închise pentru vasele de război străine și la menținerea situației existente în Balcani.
În 1887 Alexandru refuză să reînnoiască Liga Celor Trei Împărați dându-și seama că, forțată de împrejurări, Germania va sprijini cel mai probabil Austria împotriva Rusiei. Cancelarul Bismarck dorind să evite situația în care ar avea de ales între Austria și Rusia, a negociat un Tratat de Reasigurare secret cu rușii în același an, dar când bulgarii l-au ales pe Ferdinand de Coburg, un protejat austriac, să le fie conducător, tensiunile dintre Austria și Rusia s-au adâncit. Publicarea de către Bismarck a Alianței Dualiste încheiată de el cu Austria în 1879 au intensificat suspiciunile Rusiei cu privire la Germania. În 1890, kaiserul Wilhelm al II-lea a refuzat să reînnoiască Tratatul de Reasigurare și izolarea Rusiei a fost completă.
Rusia și-a îndreptat atenția către Franța. Negocierile au început în 1891 și s-au încheiat cu semnarea unui tratat în 1894. În schimbul asigurării că va sprijini Franța în cazul unui atac din partea Germaniei, Rusia a primit din partea Franței garanția că o va sprijini în cazul unui atac fie din partea Germaniei, fie din partea Austriei.
Expansiunea rusă în Asia Centrală a atins apogeul în timpul domniei lui Alexandru al III-lea. Tratatul cu China din 1893 a adus Rusiei o parte din Turkestanul chinez.

## Viața privată

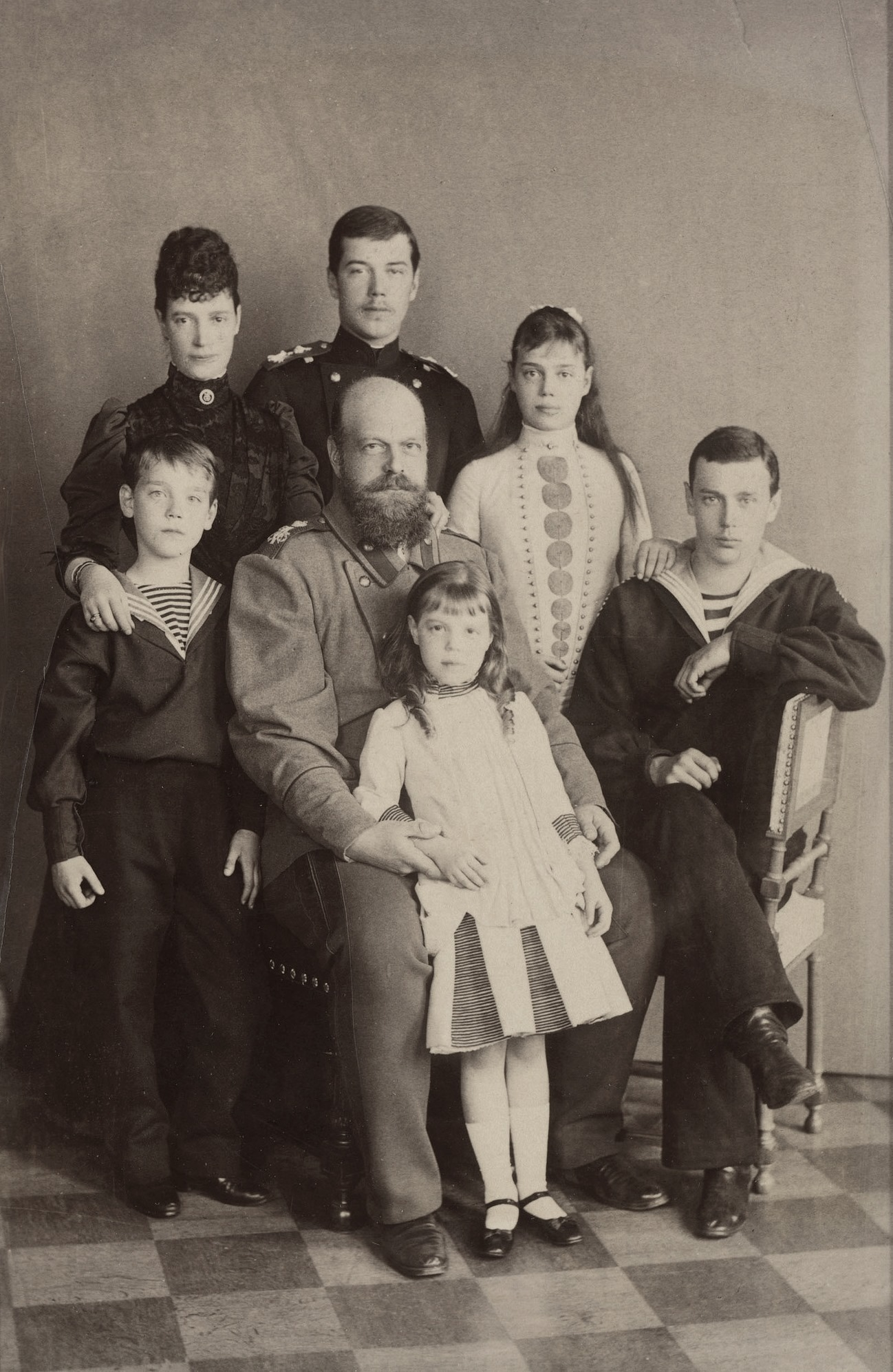
Alexandru al III-lea, soția sa și copiii.

Împăratul a preferat să-și stabilească reședința la Gatchina în loc de Țarskoe Selo și a petrecut puțin timp la Sankt Petersburg. El își petrecea timpul cu activități tipice vieții la țară și cu beții cu prietenii. Când doctorii i-au interzis alcoolul, Alexandru a comandat o pereche de cizme înalte în care să poată ascunde sticla de băutură de vigilența împărătesei.
Căsnicia lui Alexandru și a Mariei a fost una fericită, iar împăratul i-a fost credincios lui "Mimi" a lui. Maria, ca și sora ei Alexandra soția viitorului Eduard al VII-lea al Regatului Unit, a fost o mamă dominatoare. Cei trei fii ai ei Nicolae, George și Mihail au devenit niște tineri timizi și imaturi. Mihail a fost favoritul răsfățat al tatălui său.
Alexandru al III-lea și Prințesa Dagmar a Danemarcei (Maria Feodorovna) au avut șase copii:
- Nicolae al II-lea (6 mai 1868 - 17 iulie 1918); s-a căsătorit în 1894 cu Prințesa Alix de Hesse și de Rin; au avut patru fiice și un fiu.
- Marele Duce Alexandru Alexandrovici (7 iunie 1869 - 2 mai 1870) a murit de meningită
- Marele Duce George Alexandrovici (9 mai 1871 - 9 august 1899) a murit de tuberculoză; nu a avut copii
- Marea Ducesă Xenia Alexandrovna (6 aprilie 1875 - 20 aprilie 1960); s-a căsătorit în 1894 cu verișorul ei primar Marele Duce Alexandru Mihailovici; au avut șapte copii
- Marele Duce Mihail Alexandrovici (22 noiembrie 1878 - c. 12 iunie 1918); s-a căsătorit în 1912 cu Natalia Sergheievna Wulffert; au avut un fiu.
- Marea Ducesă Olga Alexandrovna (13 iunie 1882 - 24 noiembrie 1960); s-a căsătorit prima dată cu Ducele Petru Alexandrovici de Oldenburg; nu au avut copii, și a doua oară cu Nikolai Kulikovski; au avut doi fii.

## Decesul
Alexandru al III-lea s-a îmbolnăvit de nefrită în 1894 și a murit de această boală la Palatul Livadia la 20 octombrie/1 noiembrie 1894 înconjurat de familie. Suferea de rinichi de mai mulți ani, medicii și soția recomandându-i să renunțe la consumul de alcool, fapt care n-a reușit până la deces: pentru a scăpa de dojenile țarinei, își comandase cizme speciale, cu buzunare secrete pentru sticlele de vodcă. A fost înmormântat în Catedrala Sfinții Petru și Pavel din Sankt Petersburg. A fost succedat de fiul său cel mare, Nicolae, ca Nicolae al II-lea.